# Violette Nozière

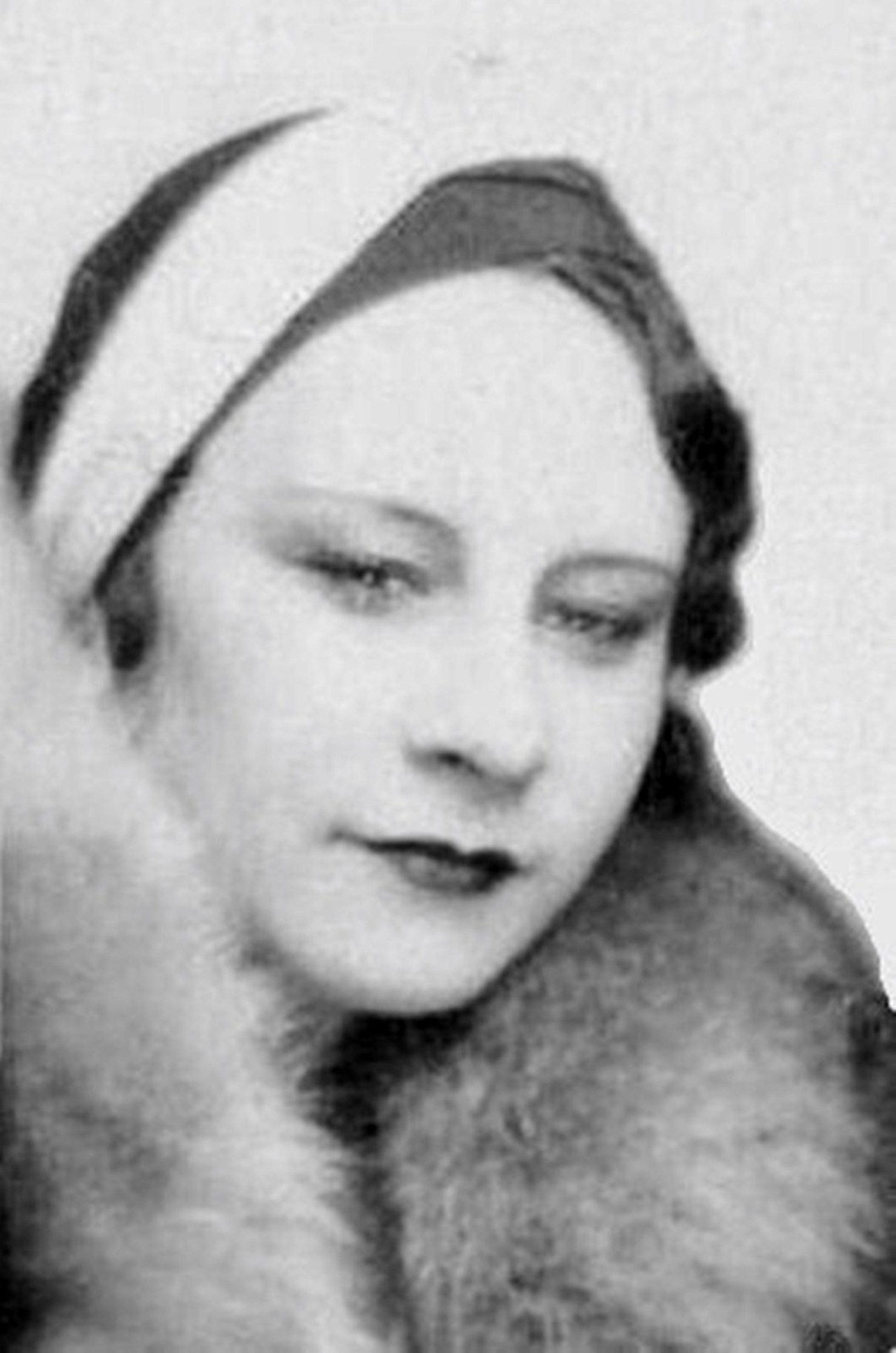
Violette Nozière in 1933 voor haar aanhouding

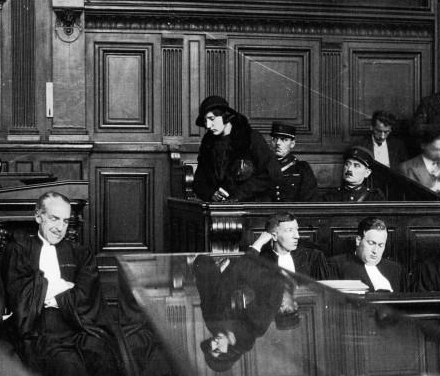
Violette Nozière tijdens haar proces

Violette Nozière (Neuvy-sur-Loire, 11 januari 1915 - Le Petit-Quevilly, 26 november 1966) was een Franse veroordeelde moordenares. Zij werd veroordeeld voor de moord op haar vader en poging tot moord op haar moeder door middel van gif. Haar proces veroorzaakte sensatie en ze werd veroordeeld tot de doodstraf maar kwam na twaalf jaar vrij. Het verhaal van de moord werd verfilmd door Claude Chabrol in 1978.

## Misdaad
Violette Nozière was het enige kind van Baptiste en Germaine Nozière; haar vader werkte als treinbestuurder voor de spoorwegmaatschappij Paris-Lyon-Méditerrannée (PLM) en haar moeder was huisvrouw. Het gezin woonde in 1933 zonder geldzorgen maar ook zonder luxe in Parijs, rue de Madagascar 9. Als 16-jarige trok Violette na schooltijd naar de Quartier Latin waar ze feestte met studenten en zich begon te prostitueren. Haar kennissen vertelde ze dat haar vader een ingenieur was bij PLM. Ze kwam in een lastig parket toen ze syfilis opliep. Een welwillende arts verschafte haar een attest van maagdelijkheid waarmee ze haar ouders kon overtuigen dat ze leed aan een erfelijke vorm van syfilis. Op een avond schotelde ze haar ouders een wit poeder voor dat hun zou moeten behoeden voor de ziekte. Het ging echter om een slaapmiddel. Zodra haar ouders ingeslapen waren stak Violette de gordijnen van het appartement in brand om haar misdaad te verhullen. Haar plan mislukte; de brandweer kwam sneller dan verwacht en de dosis slaapmiddel bleek te klein. Haar ouders geloofden dat hun dochter hen had gered. 
In juni 1933 werd Violette Nozière verliefd op de 20-jarige rechtenstudent Jean Dabin. Ze begon zich vaker te prostitueren om haar weinig vermogende vriend cadeaus te kunnen kopen. Wanneer Dabin op zomervakantie naar zijn ouders zou vertrekken, ging Violette opnieuw tot actie over. Ze wilde met Dabin naar het buitenland vertrekken maar hiervoor had ze veel geld nodig en als minderjarige de toestemming van haar ouders. Violette geloofde dat haar ouders een som van 180.000 francs verborgen hadden in hun appartement.
Op 21 augustus 1933 overtuigde ze haar ouders met een vervalst medisch attest om opnieuw een poeder tegen syfilis in te nemen. Het ging echter om 36 pillen Soménal, een krachtig barbituraat. Haar ouders vielen in slaap en Violette doorzocht tevergeefs het appartement. Ze vond maar 3.000 francs. Intussen stelde ze de dood van haar vader vast maar haar moeder was uit bed gevallen en leefde nog. Hierop draaide Violette de gaskraan open om een dubbele zelfmoord te ensceneren. Ze verwittigde hierop de buren. Haar moeder overleefde de moordpoging.
De erbij geroepen politie uitte onmiddellijk het vermoeden dat het ging om een vergiftiging. Intussen was Violette Nozière gevlucht en ze zwierf vijf dagen door Parijs voor ze werd aangehouden. Aan de politie vertelde ze dat ze handelde uit wraak omdat haar vader haar seksueel zou misbruikt hebben vanaf haar twaalfde.

## Proces
Na een gerechtelijk onderzoek van een jaar kwam de zaak op 8 oktober 1934 voor het Hof van Assisen van Seine. Aan het motief van Violette Nozière werd geen geloof gehecht en ze werd veroordeeld voor moord zonder verzachtende omstandigheden. Ze kreeg de doodstraf maar die werd op 24 december 1934 omgezet in een levenslange gevangenisstraf. In de praktijk werd de doodstraf al een hele tijd niet meer toegepast voor vrouwelijke veroordeelden in Frankrijk.
Het proces kreeg erg veel media-aandacht, zowel in Frankrijk als in het buitenland. Violette Nozière kreeg de bijnaam van L'ange noir ("de zwarte engel").

## Verder leven
In 1942 kreeg ze strafvermindering en op 29 augustus 1945 werd ze op 30-jarige leeftijd vrijgelaten uit de gevangenis. Violette Nozière huwde en kreeg vijf kinderen. Ze baatte een hotel-restaurant uit. In 1963 werd haar strafregister gewist. Ze stierf in 1966 en werd bijgezet in het familiegraf in Neuvy-sur-Loire naast haar echtgenoot en naast haar vader.

## Verfilming
In 1978 werd het verhaal van Violette Nozière verfilmd door Claude Chabrol, waarbij Isabelle Huppert de rol van Violette speelde. In de film wordt gesuggereerd maar niet getoond dat er sprake zou zijn geweest van incest.